# 反恐精英特级锦标赛
反恐精英特级锦标赛（Counter-Strike Major Championships），简称Major，是由《反恐精英》（Counter-Strike）开发商Valve官方赞助的电子竞技赛事。首届Valve认可的Major赛事于2013年在瑞典延雪平举办，由DreamHack承办，总奖金池为25万美元，有16支队伍参赛。此后的19届Major均使用《反恐精英：全球攻势》（Counter-Strike: Global Offensive）作为比赛平台。随着2023年《反恐精英2》（Counter-Strike 2，简称CS2）的发布，包括Major在内的《反恐精英》电竞赛事均转向CS2进行。
自首届Major以来，Major赛事规模显著扩大。近年来的Major比赛奖金池已达125万美元，参赛队伍来自世界各地，数量增至32支。Major被公认为是反恐精英电竞领域最重要且最具声望的赛事。
2025年6月22日，Team Vitality战队在奥斯汀特锦赛上赢得了该战队的第二个冠军，这也是自《反恐精英2》发布以来的第三个Major冠军。丹麦战队Astralis以四次Major冠军的成绩保持赛事历史夺冠次数纪录。

## 赛事历史

### 早期历史
反恐精英2（Counter-Strike 2，简称CS2）是一款由Hidden Path Entertainment与Valve联合开发的多人第一人称射击游戏，是《反恐精英》系列的第五部作品。该系列的首部作品《反恐精英1.6》(CS1.6)于2000年正式发布，并很快开启了游戏的竞技赛事。反恐精英1.6的首个重要的国际赛事是2001年的Cyberathlete Professional League（CPL）冬季锦标赛，这被认为是首个“Major”赛事。 此后，陆续举办的CPL夏季与冬季锦标赛、世界电子竞技大赛（WCG）、电子竞技世界杯（ESWC）以及英特尔极限大师赛（IEM）世界锦标赛，这些赛事虽然未获Valve官方赞助或正式认可，但均被社区视为Major赛事。
在早期的Major赛事中，瑞典队伍（尤其是SK Gaming）表现突出， 而波兰队伍的“黄金五人组”则是当时最成功的阵容。此外，来自世界其他地区的队伍也曾在Major赛事中夺冠，如美国的Team 3D在2002年CPL冬季赛 和2004年WCG夺冠，挪威的NoA在2004年CPL冬季赛，巴西的mibr在2006年ESWC夺冠， 以及韩国的WeMade FOX在2010年WEM 夺冠。

### 反恐精英：全球攻势
2013年9月16日，在《反恐精英：全球攻势》（简称CSGO)发布一年后，Valve宣布将举办首个官方CSGO Major赛事，其奖池部分由社区通过游戏的“武器交易”更新筹集，这次更新后玩家可以购买游戏内武器的皮肤。首届Major由DreamHack在瑞典延雪平于当年11月底举办，最终瑞典战队Fnatic在决赛中击败Ninjas in Pyjamas夺冠。 此后，Valve宣布每年与赛事组织方合作举办三场Major赛事。Major赛事被视为CSGO职业赛场上最具威望的比赛，职业选手的成就往往以其在这些赛事中的表现为标准。
在CSGO的早期Major赛事中，仍旧由瑞典战队占据主导地位，Fnatic和NiP两只瑞典队伍在前六届Major中共四次问鼎冠军，NiP更是五度闯入决赛。Fnatic赢得2015年科隆Major后，成为首支连续赢得两届Major冠军，总计三次夺冠的队伍，所获成绩之高仅后来的丹麦战队Astralis能与之相提并论。
2015年底，Valve宣布由MLG举办首个北美Major。随着2016年MLG哥伦布Major的临近，Valve于2016年2月23日宣布将Major的奖金池从25万美元永久提升至100万美元。但每年的Major数量从三场减少到两场。最终，巴西战队Luminosity Gaming赢得该赛事，成为首支夺冠的非欧洲队伍。此后，该队伍以SK Gaming的名字在2016年ESL One科隆Major再度夺冠，达成Major连冠。
2017年，以哈萨克斯坦人为主阵容的Gambit Esports赢得PGL克拉科夫Major，成为首支夺冠的亚洲与独联体队伍。
2017年12月13日，2018年ELEAGUE波士顿Major的主办方ELEAGUE的总经理宣布，与Valve合作制定的新赛制将Major参赛队伍数量从16支扩展至24支。 此外，这是首个在多个城市举办的Major，小组赛阶段在亚特兰大的特纳演播室举行。最终，美国战队Cloud9赢得该赛事，成为首支赢得Major的北美队伍。
2018年波士顿Major之后，丹麦战队Astralis成为CSGO赛场上的统治者，被认为反恐精英历史上最强的战队之一。该战队在2018年伦敦Major、2019年卡托维兹Major和2019年柏林Major连夺三冠，成为首支连续三次夺得Major冠军并总计获得过四次冠军的战队。 2019年柏林Major后，Valve与ESL宣布将在南美举办该地区的首个Major——2020年ESL One里约Major。该赛事原定于2020年5月举办，但因COVID-19疫情推迟至11月，并计划将原两届Major的奖金池合并为200万美元。然而，2020年9月里约Major正式因疫情取消举办。
2021年，PGL斯德哥尔摩Major举办，乌克兰战队Natus Vincere在比赛中未失一图，创造历史成为首支全胜夺冠的队伍。赛事期间，观看人数四次刷新纪录，决赛达成275万人同时在线观看的记录。
2022年，FaZe Clan在安特卫普Major击败Natus Vincere，成为首支以国际阵容夺冠的队伍。同年，因疫情取消的里约Major被替换为2022年IEM里约Major，俄罗斯战队Virtus.pro在赛事期间更名为Outsiders以中立身份参赛，最终击败Heroic夺冠。2023年，BLAST巴黎Major成为CS:GO最后一届Major赛事，法国战队Vitality击败GamerLegion赢得冠军。

### 反恐精英2
反恐精英2的首届Major——PGL哥本哈根Major于2024年3月举办，第二届Major于2024年12月由完美世界在中国上海举行，这首度在亚洲举办的Major赛事。

## 赛事制度

### 资格赛
自2013年DreamHack Major后，每届Major比赛的前八名队伍（进入淘汰赛阶段的队伍）自动获得下一届Major的参赛资格。 这些队伍被称为“传奇者”（Legends）。其他八支队伍称为“挑战者”通过区域预选赛决定，主要来自欧洲和北美地区。 为了填补最后的空缺名额，少量队伍可能会直接受到邀请，或通过最后的机会资格赛获得参赛资格。 从2015年DreamHack 克卢日-纳波卡公开赛（DreamHack Open Cluj-Napoca 2015） 资格周期开始，Valve推出了一个16支队伍组成的主要资格赛系统。上一届Major的排名最后八名的队伍自动进入主要资格赛，而区域预选赛的队伍将直接进入主要资格赛，而非直接进入Major比赛。
在2016年MLG哥伦布Major的资格赛系统中，区域预选赛被“Minor锦标赛”所取代。 哥伦布Major的Minor系统包含四个区域预选赛和两个“最后机会”预选赛，并根据结果决定邀请名额：美洲1个，亚洲2个，独联体（CIS）1个，欧洲1个，以及3个通过最后机会资格赛获得的名额。接下来的Major，2016年ESL One科隆特锦赛简化了系统，取消了最后机会资格赛，改为使用亚洲、独联体、欧洲、美洲四个Minor，各区域预选赛的前两名进入主要资格赛，与上一届Major的后八名共同争夺Major席位。
自2021年PGL 斯德哥尔摩 Major 开始，无论任何队伍在上一届Major的表现如何，都不再自动获得参赛资格。取而代之的是采用区域Major积分机制（Regional Major Ranking，简称RMR）。这一机制最初是一种年度积分赛制，每个地区会举办三场资格赛，参赛队伍通过积分争取Major参赛资格，Major参赛队伍分为挑战者、挑战者和传奇组三个级别，并为每个地区表现最佳的队伍提供传奇者轮空资格。 RMR系统最初计划用于2020年ESL One 里约Major ，由于该赛事被取消，2021年PGL 斯德哥尔摩Major 成为首个实际使用RMR机制的Major赛事。
在接下来的2022年PGL安特卫普 Major 中，原本的年度积分赛制被取消，转而采用以RMR命名的资格赛模式。欧洲地区（包括独联体地区）举办两场RMR资格赛，美洲地区和亚太地区各举办一场。队伍可以通过以下方式之一获得各自地区RMR资格赛的参赛资格：第一种方法是根据Valve排名，成为该地区排名前列的队伍（在2024年完美世界上海Major 之前，上届Major的传奇组阶段队伍可自动获得RMR资格）。第二种则是通过线上资格赛获得名额，线上资格赛包括公开预选赛（如有需要）和封闭预选赛，由地区内排名靠前的队伍争夺剩余的RMR参赛名额。此外，每个地区的Major参赛名额（挑战者和传奇组）可根据该地区在上一届Major的表现增减。其中，欧洲和美洲地区保留3个挑战者名额，亚太地区保留2个挑战者名额。例如，在2024年PGL 哥本哈根 Major 结束后，美洲地区从1个传奇组名额和4个挑战者名额变为上海Major的7个挑战者名额，这是因为美洲地区有4支队伍进入淘汰赛阶段，但无队伍进入季后赛阶段。
与传统体育或其他电子竞技联赛不同，Valve认为Major的参赛资格归属于队伍的选手，而非战队组织。 例如，在2017年ELEAGUE Major中，Team EnVyUs战队获得第九名，因此自动获得下一届Major预选赛的参赛资格。但在下一届Major之前，EnVyUs的三名选手转会至G2 Esports，这导致Team EnVyUs失去了Major预选赛的参赛资格。

### 比赛形式
尽管 Major 赛事的淘汰赛阶段通常采用标准的八队单败淘汰赛制，但小组赛阶段的赛制多次发生变化。从 2013 年到 2016 年，Major 的小组赛阶段使用了四组 GSL 赛制（双败淘汰赛制的一种变体）。在每个四支队伍的小组中，两支种子排名较高的队伍会先分别对阵两支排名较低的队伍。首轮比赛的两支获胜队伍将交手，决出小组头名，而两支失利队伍将交手淘汰一支队伍。第二轮比赛结束后，剩下的两支队伍将争夺最后一个晋级淘汰赛的名额。最初的 Major 小组赛中，所有比赛均为单场胜负（Best-of-One，简称 BO1）。到 2015 年的最后一场 Major 和2016年的两场 Major，小组赛的最后一场比赛采用了三局两胜制（Best-of-Three，简称 BO3）。
2015年的 ESL One科隆Major 采用了不同的小组赛赛制。最初，小组赛的前三场比赛与标准的 GSL 赛制一致，决出了小组头名。然而，此后队伍会重新分组，两支失利的队伍分别与其他小组的失利队伍对阵，最终的决胜赛同样在不同小组的队伍之间进行。
自2017年起，小组赛阶段改为瑞士轮制赛制。比赛开始前，参赛队伍被分为四个档次，第一档次包含种子排名前四的队伍，第二档次包含接下来的四支队伍，以此类推。从第一档次中随机抽取一支队伍与第四档次中的一支队伍对阵，第二档次和第三档次的队伍以同样方式配对。第一轮种子赛结束后，队伍将根据相同战绩随机匹配对手进行五轮比赛。除非必要，任何两支队伍不会在小组赛阶段交手两次。队伍若取得三场胜利，则晋级下一阶段；若输掉三场比赛，则被淘汰。在2018年伦敦 Major之前，所有比赛均为 BO1。2018 年波士顿 Major采用了两阶段的瑞士制小组赛；此前被称为“线下Major资格赛”的阶段更名为“新挑战者组”（New Challengers Stage），而小组赛阶段被重新命名为“新传奇组”（New Legends Stage）。2018年伦敦 Major 对瑞士制进行了稍作改动，采用了布赫霍尔兹系统（Buchholz System），根据种子排名而非随机分配对阵，并在最后一轮比赛中采用了 BO3 赛制。下一届 Major，即 2019年的卡托维兹 Major，引入了众包 Elo 系统，参赛队伍在传奇阶段前对其他 15 支队伍进行排名，以创建每轮瑞士制的种子排名系统[6]。2024年哥本哈根 Major 将进一步调整瑞士制阶段的名称，“挑战者组”将更名为“揭幕赛阶段”（Opening Stage），“传奇组”将更名为“淘汰赛阶段”（Elimination Stage），并对瑞士轮制阶段首轮对阵的种子排名进行调整。
Major的淘汰赛阶段曾被称为“新冠军组”（New Champions Stage）或“冠军组”（Champions Stage），历届赛事中均包含八支队伍。所有比赛为 BO3 单败淘汰赛。在使用 GSL 赛制的小组赛中，小组头名队伍在淘汰赛阶段获得上半区种子席位，而小组第二名则获得下半区种子席位。在当前的瑞士轮制种子分配规则下，小组赛阶段保持不败的两支队伍获得最高种子席位。小组赛中以两负成绩晋级的三支队伍中，有两支将被随机选中对阵最高种子队伍；以一负成绩晋级的三支队伍中，有两支将被随机选中彼此对阵，剩下的两支队伍则交手以完成淘汰赛对阵表。

### 被禁赛的选手
Valve曾因破坏竞技诚信的行为禁止一些选手参加 Major 赛事。其中最常见的禁赛原因是因 Valve 反作弊系统（Valve Anti-Cheat简称VAC）封禁。VAC 是 Valve 设计的反作弊程序，用于检测包括反恐精英在内的多款游戏中的作弊行为。如果检测到作弊，相关账号将被永久封禁，并无法再访问受 VAC 保护的服务器。其他服务器供应商，如 FACEIT 和 ESEA，也有各自的反作弊系统，并与 Valve 合作检测新的作弊方式。最著名的 VAC 封禁之一是 Hovik "KQLY" Tovmassian 的封禁事件。KQLY 以及几名其他职业选手在效力法国顶级战队Titan时被封禁。
Valve还因假赛行为禁止选手参加 Valve主办的赛事。iBUYPOWER战队假赛丑闻而遭禁赛的事件是Valve首次针对打假赛所做出的回应。电竞记者Richard Lewis揭露了北美顶级战队 iBUYPOWER 为获取高额饰品而故意输掉比赛的行为 。Valve对参与此事的七名选手实施了无限期的 Major 禁赛处罚。其中，Tyler "Skadoodle" Latham 是唯一未被禁赛的 iBUYPOWER 选手，因为他在赛后未接受任何形式的报酬。Valve 后来将有关禁赛处罚的规则改为永久禁赛，这一决定在反恐精英社区引发了争议。尽管赛事主办方 ESL 和 DreamHack在2017年取消了对这些选手的禁赛，但Major禁赛的决定事实上终结了北美两位顶级指挥（Sam "DaZeD" Marine 和 Joshua "steel" Nissan）以及 Braxton "swag" Pierce 的传奇职业生涯。Skadoodle则加入 Cloud9 战队赢得了一届 Major 冠军。在 iBUYPOWER 禁赛事件后，还有另外两起假赛禁赛事件，共导致九名选手被禁止参加 Major 赛事。

## 历届Major列表
| 比赛                                | 日期                       | 举办者              | 举办城市           | 冠军               | 总决赛比分         | 亚军               | 参考资料           |
| 反恐精英：全球攻势                  | 反恐精英：全球攻势         | 反恐精英：全球攻势  | 反恐精英：全球攻势 | 反恐精英：全球攻势 | 反恐精英：全球攻势 | 反恐精英：全球攻势 | 反恐精英：全球攻势 |
| ----------------------------------- | -------------------------- | ------------------- | ------------------ | ------------------ | ------------------ | ------------------ | ------------------ |
| 2013年Dreamhack 冬季赛              | 2013年11月28日至30日       | DreamHack           | 延雪平             | Fnatic             | 2–1                | Ninjas in Pyjamas  | [ 66 ]             |
| 2014年 EMS One 卡托维兹特锦赛       | 2014年3月13 日至16日       | ESL                 | 卡托维兹           | Virtus.pro         | 2–0                | Ninjas in Pyjamas  | [ 67 ]             |
| 2014年 ESL One 科隆特锦赛           | 2014年8月14 日至17日       | ESL                 | 科隆               | Ninjas in Pyjamas  | 2–1                | Fnatic             | [ 68 ]             |
| 2014年DreamHack 冬季赛              | 2014年11月27日至29日       | DreamHack           | 延雪平             | Team LDLC.com      | 2–0                | Ninjas in Pyjamas  | [ 69 ]             |
| 2015年ESL One 卡托维兹特锦赛        | 2015年3月12 日至15日       | ESL                 | 卡托维兹           | Fnatic             | 2–1                | Ninjas in Pyjamas  | [ 70 ]             |
| 2015年ESL One 科隆特锦赛            | 2015 年 8 月20-23 日       | ESL                 | 科隆               | Fnatic             | 2–0                | Team EnVyUs        | [ 71 ]             |
| 2015年DreamHack 克卢日-纳波卡公开赛 | 2015年10月28日至11月1日    | DreamHack           | 克卢日-纳波卡      | Team EnVyUs        | 2–0                | Natus Vincere      | [ 72 ]             |
| 2016年MLG哥伦布特锦赛               | 2016年3月29日至4月3日      | Major League Gaming | 哥伦布             | Luminosity Gaming  | 2–0                | Natus Vincere      | [ 73 ]             |
| 2016年ESL One科隆特锦赛             | 2016年7月5 日至10日        | ESL                 | 科隆               | SK Gaming          | 2–0                | Team Liquid        | [ 74 ]             |
| 2017年ELEAGUE特锦赛                 | 2017 年1 月 22 日至 29 日  | ELEAGUE             | 亚特兰大           | Astralis           | 2–1                | Virtus.pro         | [ 75 ]             |
| 2017年PGL克拉科夫特锦赛             | 2017年7月16 日至23日       | PGL                 | 克拉科夫           | Gambit Esports     | 2–1                | Immortals          | [ 76 ]             |
| 2018年ELEAGUE波士顿特锦赛           | 2018年1月19 日至28日       | ELEAGUE             | 波士顿             | Cloud9             | 2–1                | FaZe Clan          | [ 77 ]             |
| 2018年FACEIT伦敦特级锦标赛          | 2018年9月12 日至23日       | FACEIT              | 伦敦               | Astralis           | 2–0                | Natus Vincere      | [ 78 ]             |
| 2019年IEM卡托维兹特锦赛             | 2019年2月20日至3月3日      | ESL                 | 卡托维兹           | Astralis           | 2–0                | ENCE               | [ 79 ]             |
| 2019年 StarLadder 柏林特锦赛        | 2019年8月28日至9月8日      | StarLadder, ImbaTV  | 柏林               | Astralis           | 2–0                | AVANGAR            | [ 80 ]             |
| 2021年PGL斯德哥尔摩 特锦赛          | 2021年10月 26日至11月7 日  | PGL                 | 斯德哥尔摩         | Natus Vincere      | 2–0                | G2 Esports         | [ 81 ]             |
| 2022年PGL安特卫普 特锦赛            | 2022年5月9 日至22日        | PGL                 | 安特卫普           | FaZe Clan          | 2–0                | Natus Vincere      | [ 82 ]             |
| 2022年IEM里约特锦赛                 | 2022年10月 31日至11月 13日 | ESL                 | 里约热内卢         | Outsiders          | 2–0                | Heroic             | [ 83 ]             |
| 2023年Blast巴黎特锦赛               | 2023年5月8日至21日         | Blast Premier       | 巴黎               | Team Vitality      | 2–0                | GamerLegion        | [ 84 ]             |
| 反恐精英2                           |                            |                     |                    |                    |                    |                    |                    |
| 2024年PGL 哥本哈根特锦赛            | 2024年3月17日至31日        | PGL                 | 哥本哈根           | Natus Vincere      | 2–1                | FaZe Clan          | [ 85 ]             |
| 2024年完美世界上海特锦赛            | 2024年12月1日至15日        | 完美世界            | 上海               | Team Spirit        | 2–1                | FaZe Clan          | [ 86 ]             |
| 2025年Blast奥斯汀特锦赛             | 2025年6月2日至22日         | Blast               | 奥斯汀             | Team Vitality      | 2–1                | The MongolZ        | [ 87 ]             |
| 2025年StarLadder布达佩斯特锦赛      | 2025年11月24日至12月14日   | StarLadder          | 布达佩斯           |                    |                    |                    | [ 88 ]             |

### 战队夺冠场次排名
| 战队              | 金牌 | 銀牌 | 获奖                                                  |
| ----------------- | ---- | ---- | ----------------------------------------------------- |
| Astralis          | 4    | 0    | Atlanta 2017, London 2018, Katowice 2019, Berlin 2019 |
| Fnatic            | 3    | 1    | Jönköping 2013, Katowice 2015, Cologne 2015           |
| Natus Vincere     | 2    | 4    | Stockholm 2021, Copenhagen 2024                       |
| Virtus.pro        | 2    | 1    | Katowice 2014, Rio 2022                               |
| Ninjas in Pyjamas | 1    | 4    | Cologne 2014                                          |
| FaZe Clan         | 1    | 3    | Antwerp 2022                                          |
| Team Envy         | 1    | 1    | Cluj-Napoca 2015                                      |
| Team LDLC         | 1    | 0    | Jönköping 2014                                        |
| Luminosity Gaming | 1    | 0    | Columbus 2016                                         |
| SK Gaming         | 1    | 0    | Cologne 2016                                          |
| Gambit Esports    | 1    | 0    | Kraków 2017                                           |
| Cloud9            | 1    | 0    | Boston 2018                                           |
| Team Vitality     | 1    | 0    | Paris 2023                                            |
| Team Spirit       | 1    | 0    | 2024年 上海                                           |
| Team Liquid       | 0    | 1    |                                                       |
| Immortals         | 0    | 1    |                                                       |
| ENCE              | 0    | 1    |                                                       |
| AVANGAR           | 0    | 1    |                                                       |
| G2 Esports        | 0    | 1    |                                                       |
| Heroic            | 0    | 1    |                                                       |
| GamerLegion       | 0    | 1    |                                                       |

### 选手夺冠场次排名
| 选手        | 金牌 | 銀牌 | MVP | 获奖                                                              |
| ----------- | ---- | ---- | --- | ----------------------------------------------------------------- |
| dupreeh     | 5    | 0    | 0   | Atlanta 2017, London 2018, Katowice 2019, Berlin 2019, Paris 2023 |
| dev1ce      | 4    | 0    | 2   | Atlanta 2017, London 2018, Katowice 2019, Berlin 2019             |
| Magisk      | 4    | 0    | 1   | London 2018, Katowice 2019, Berlin 2019, Paris 2023               |
| Xyp9x       | 4    | 0    | 0   | Atlanta 2017, London 2018, Katowice 2019, Berlin 2019             |
| gla1ve      | 4    | 0    | 0   | Atlanta 2017, London 2018, Katowice 2019, Berlin 2019             |
| flusha      | 3    | 1    | 1   | Jönköping 2013, Katowice 2015, Cologne 2015                       |
| JW          | 3    | 1    | 1   | Jönköping 2013, Katowice 2015, Cologne 2015                       |
| pronax      | 3    | 1    | 0   | Jönköping 2013, Katowice 2015, Cologne 2015                       |
| olofmeister | 2    | 2    | 1   | Katowice 2015, Cologne 2015                                       |
| Happy       | 2    | 1    | 1   | Jönköping 2014, Cluj-Napoca 2015                                  |
| kioShiMa    | 2    | 1    | 0   | Jönköping 2014, Cluj-Napoca 2015                                  |
| NBK-        | 2    | 1    | 0   | Jönköping 2014, Cluj-Napoca 2015                                  |
| KRIMZ       | 2    | 1    | 0   | Katowice 2015, Cologne 2015                                       |
| apEX        | 2    | 1    | 0   | Cluj-Napoca 2015, Paris 2023                                      |
| b1t         | 2    | 1    | 0   | Stockholm 2021, Copenhagen 2024                                   |
| coldzera    | 2    | 0    | 2   | Columbus 2016, Cologne 2016                                       |
| fer         | 2    | 0    | 0   | Columbus 2016, Cologne 2016                                       |
| FalleN      | 2    | 0    | 0   | Columbus 2016, Cologne 2016                                       |
| TACO        | 2    | 0    | 0   | Columbus 2016, Cologne 2016                                       |
| fnx         | 2    | 0    | 0   | Columbus 2016, Cologne 2016                                       |

## 赛事特色

### 贴纸
贴纸是游戏中的虚拟道具，玩家可以通过购买或从贴纸胶囊中获得。获得的贴纸可以应用到游戏中的枪械皮肤上。自2014年卡托维兹Major以来，Valve为每支参加Major的队伍设计了专属贴纸， 并自2015年科隆Major起为每位职业选手制作了带有其签名的贴纸。这些贴纸分为多种样式，包括普通、闪亮、全息、金色等。每售出一枚贴纸，其收益的一半归属选手或队伍，另一半归Valve。
每届Major的贴纸胶囊均为专属设计，仅能在赛事期间购买。由于这种“限定稀有性”，早期Major的贴纸往往随着时间的推移变得愈加昂贵。例如，2014年卡托维兹Major的“泰坦”（Titan）全息贴纸在二级市场上的售价从最初的不到10美元飙升至2023年的8万美元， 创下了游戏历史上最贵的公开贴纸交易记录。

### 纪念包
纪念包是专属于CSMajor的虚拟物品，内含一些稀有的枪械皮肤。这些“纪念品皮肤”因其稀有性，往往成为游戏中最昂贵的皮肤之一。在2018年波士顿Major，美国战队Cloud9首次赢得Major冠军后，一款带有决赛MVP选手Tyler "Skadoodle" Latham签名的纪念品枪械皮肤以6.1万美元的价格成交。

### 游戏内的致敬
在Major比赛的一些重大或标志性时刻后，Valve会在游戏中对赛事地点进行纪念，通常以涂鸦或标志的形式展现。  截至目前，Valve已为六个Major中的重要时刻制作了游戏内的纪念涂鸦，但其中一个涂鸦因炙热沙城2地图更新而被移除。